# 江西省历史文化名镇
江西省已公布五批历史文化名镇名村，全省共有17个名镇被列入，其中13个已升格为中国历史文化名镇。
- 第一批（2003年8月9日公布，共8个）[1]

- 第二批（2007年7月13日公布，共2个）

- 第三批（共3个）

- 第四批（2012年公布，共2个）

- 第五批（2014年8月9日公布，共2个）

## 分市名单

### 景德镇市

#### 浮梁县
- 瑶里镇（1，已升格为第二批中国历史文化名镇）

### 上饶市

#### 横峰县
- 葛源镇（1，已升格为第四批中国历史文化名镇）

#### 铅山县
- 河口镇（1，已升格为第六批中国历史文化名镇）
- 石塘镇（1，已升格为第六批中国历史文化名镇）

### 鹰潭市

#### 贵溪市
- 塘湾镇（1，已升格为第七批中国历史文化名镇）
- 上清镇（1，已升格为第三批中国历史文化名镇）

### 抚州市

#### 广昌县
- 驿前镇（1，已升格为第六批中国历史文化名镇）

#### 宜黄县
- 棠阴镇（1）

#### 金溪县
- 浒湾镇（5，已升格为第六批中国历史文化名镇）

### 宜春市

#### 樟树市
- 临江镇（2，已升格为第七批中国历史文化名镇）

#### 铜鼓县
- 排埠镇（3）

### 吉安市

#### 吉安县
- 永和镇（2，已升格为第六批中国历史文化名镇）

#### 青原区
- 富田镇（3，已升格为第五批中国历史文化名镇）

#### 峡江县
- 巴邱镇（5）

### 萍乡市

#### 安源区
- 安源镇（3，已升格为第六批中国历史文化名镇）

### 九江市

#### 修水县
- 山口镇（4，已升格为第七批中国历史文化名镇）

### 上饶市

#### 德兴市
- 海口镇（4）